# Саролта Щайнбергер
Саролта Щайнбергер (на унгарски: Steinberger Sarolta) е първата жена-лекарка, завършили медицина в Унгария.

## Биография
Родена е в Тисауйлак, Австро-Унгария, днес Вилок в Украйна през 1875 г. в богато семейство. Първоначално ходи на училище като частна ученичка, а след това ходи в училище в Коложвар (днес Клуж Напока, Румъния).
През декември 1895 г. новоназначения австро-унгарски министър на образованието и религията Дюла Власич прокарва закон според който на жените е позволено, да учат медицина в университета „Йьотвьош Лоранд“ в Будапеща и Щайнбергер се записва в него. През 1900 г. „Sunday News“ обявява, че Щайнбергер се е квалифицирала като лекар. Тя е първата жена, която получава тази квалификация в Унгария. Вилма Хугонай, която е унгарска графиня завършва медицина в Цюрих през 1879 г., но ѝ е разрешено да работи като лекар едва през 1897 г.
След като се квалифицира като лекар започва да учи гинекология извън Унгария за две години. След завръщането си се присъединява към Феминистката гилдия. Щайнберг изнася лекции и през 1902 г. написва серия от статии she wrote Историята на лекарите.
Работи в основаната през 1888 г. от Уилям Тауфер клиника Тауфер. През 1913 г. закона се променя така че работата на жените-лекарки повече не трябва да бъде надзиравана от мъж-лекар.
През 1928 г. тя е назначен за директор на Националния социално-осигурителен институт.

## Втора световна война
Щейнбергер може да е напуснала Унгария през 1938 г. след като нацистите анексират страната. За емиграцията ѝ в САЩ спомага водещата суфражистка Кери Чапман Кет. Носителката на световна награда за мир Росика Швимер се обръща към Кет с молба да подпише писмо в подкрепа на Евгения Мелер и Саролта, за да емигрират в САЩ. Кет отказва да подпише писмото, отбелязвайки, че е възрастна и писмото ще остане след смъртта ѝ.
Щайнбергер остава директор на Националния социално-осигурителен институт до 1944 г., когато законите забраняват на евреите да работят.
Умира на 24 ноември 1966 г. в Будапеща.